# Bielorrússia nos Jogos Olímpicos de Verão de 2004
A Bielorrússia competiu nos Jogos Olímpicos de Verão de 2004, em Atenas, na Grécia.

## Medalhistas

### Ouro
- Atletismo - 100 metros feminino: Yulia Nesterenko
- Judô - Peso meio-pesado masculino (até 100 kg): Ihar Makarau

### Prata
- Atletismo - Lançamento de martelo masculino: Ivan Tikhon
- Boxe - Peso meio-pesado (até 81 kg): Magomed Aripgadjiev
- Boxe - Peso pesado (até 91 kg): Viktar Zuyev
- Remo - Skiff simples feminino: Ekaterina Karsten
- Levantamento de peso - Meio-pesado (até 85 kg) masculino: Andrey Rybakov
- Levantamento de peso - Ligeiro (até 63 kg) feminino: Hanna Batsiushka

### Bronze
- Atletismo - Lançamento de disco feminino: Irina Yatchenko
- Remo - Dois sem feminino: Yuliya Bichyk e Natallia Helakh
- Levantamento de peso - Ligeiro (até 63 kg) feminino: Tatsiana Stukalava
- Canoagem - K-2 500 metros: Raman Piatrushenka e Vadzim Makhneu
- Ciclismo - 500 m contra o relógio feminino: Natallia Tsylinskaya
- Tiro - Carabina deitado 50 m masculino: Sergei Martynov
- Luta - Luta greco-romana - 84 kg: Viachaslau Makaranka